# Lucian Mureșan
Lucian Mureșan (Ferneziu, 23 maggio 1931) è un cardinale e arcivescovo cattolico rumeno, dal 14 dicembre 2005 arcivescovo maggiore della Chiesa greco-cattolica rumena.

## Biografia
È nato a Ferneziu, villaggio ora inglobato dalla città di Baia Mare, decimo di dodici figli di una famiglia greco-cattolica; dopo aver frequentato le scuole primarie nel suo paese e quattro anni di liceo a Baia Mare, lascia gli studi in seguito alle leggi del 1948 che, vietando l'insegnamento della religione a scuola e sopprimendo la Chiesa greco-cattolica rumena, non gli permettevano più di seguire la sua vocazione al sacerdozio. Tra il 1948 ed il 1951 frequenta una scuola professionale di falegnameria e nel frattempo continua a studiare privatamente per il conseguimento della licenza liceale.
Nel 1951 inizia il servizio militare obbligatorio; segue la scuola per ufficiali di aviazione al termine della quale viene assegnato alla base aerea di Craiova ma nel 1953 viene allontanato in quanto greco-cattolico e destinato alla costruzione della centrale idroelettrica di Bicaz.
Negli anni successivi cambia vari lavori in attesa di poter tornare segretamente allo studio della teologia; nel 1955 il futuro cardinale Iuliu Hossu autorizza l'ingresso di cinque studenti greco-cattolici nell'istituto teologico della Chiesa cattolica di rito latino ad Alba Iulia e Mureşan viene scelto per rappresentare la sua diocesi. Nell'anno accademico 1958/1959, raggiunto il quarto anno del corso di teologia, è costretto a lasciare la facoltà e la città insieme agli altri studenti di rito bizantino per evitare ritorsioni delle autorità governative che erano venute a conoscenza della loro presenza.
Nel periodo successivo continua a studiare segretamente teologia, ma incontra notevoli difficoltà a trovare un lavoro; solo dopo un anno riesce a trovare un impiego come operaio in una cava di pietra. Successivamente trova lavoro nella direzione della manutenzione di strade e ponti del distretto di Maramureș che lascerà solo nel 1990 avendo raggiunto l'età per il pensionamento.
Nonostante le persecuzioni riesce ad ottenere la licenza in teologia ed il 19 dicembre 1964 viene ordinato sacerdote dal vescovo ausiliare di Maramureș, monsignor Dragomir, da poco graziato con altri vescovi e scarcerato. Negli anni successivi ha esercitato il suo ministero in clandestinità.
Dopo la rivoluzione rumena del 1989 e l'uscita dalla clandestinità della chiesa greco-cattolica, è stato nominato vescovo di Maramureș da papa Giovanni Paolo II il 14 marzo 1990 e consacrato il successivo 27 maggio dal futuro cardinale Alexandru Todea al quale succederà come arcivescovo di Făgăraș e Alba Iulia e come presidente del Sinodo della Chiesa greco-cattolica rumena il 4 luglio 1994.
Ricopre per ben due mandati il ruolo di presidente della Conferenza episcopale romena, dal 1998 al 2001 e dal 2004 al 2007. Nel 2010 viene rieletto per un terzo mandato.
Il 14 dicembre 2005 è divenuto il primo arcivescovo maggiore della Chiesa greco-cattolica rumena per volontà di papa Benedetto XVI.
Nel concistoro del 18 febbraio 2012 papa Benedetto XVI lo ha nominato cardinale del titolo di Sant'Atanasio.

## Genealogia episcopale e successione apostolica
La genealogia episcopale è:
- Cardinale Scipione Rebiba
- Cardinale Giulio Antonio Santorio
- Cardinale Girolamo Bernerio O.P.
- Arcivescovo Galeazzo Sanvitale
- Cardinale Ludovico Ludovisi
- Cardinale Luigi Caetani
- Cardinale Ulderico Carpegna
- Cardinale Paluzzo Paluzzi Altieri degli Albertoni
- Papa Benedetto XIII
- Papa Benedetto XIV
- Cardinale Enrique Enríquez
- Arcivescovo Manuel Quintano Bonifaz
- Cardinale Buenaventura Córdoba Espinosa de la Cerda
- Cardinale Giuseppe Maria Doria Pamphilj
- Papa Pio VIII
- Papa Pio IX
- Cardinale Raffaele Monaco La Valletta
- Cardinale Francesco Satolli
- Cardinale Dennis Joseph Dougherty
- Arcivescovo Gerald Patrick Aloysius O'Hara
- Vescovo Joseph Schubert
- Cardinale Alexandru Todea
- Cardinale Lucian Mureșan

La successione apostolica è:
- Vescovo Alexandru Mesian (1994)
- Vescovo Virgil Bercea (1994)
- Vescovo Ioan Șișeștean (1994)
- Vescovo John Michael Botean (1996)
- Vescovo Mihai Cătălin Frățilă (2007)
- Vescovo Vasile Bizău (2007)
- Vescovo Călin Ioan Bot (2020)
- Vescovo Cristian Dumitru Crişan (2020)